# وكالة الأمن الداخلي

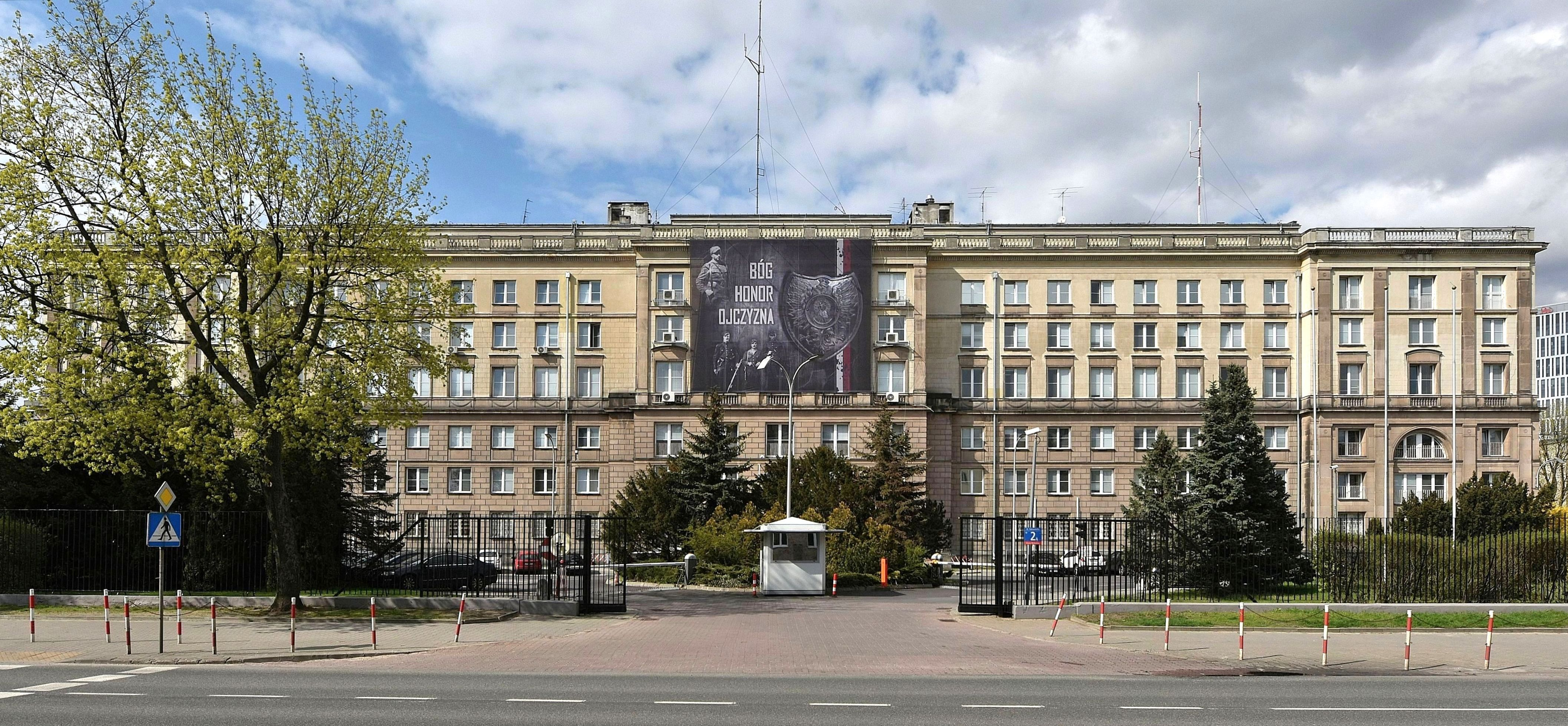

وكالة الأمن الداخلي هي وكالة مكافحة تجسس محلية في بولندا وهي مسؤولة عن تحليل التهديدات التي تعترض الأمن الداخلي البولندي والإبلاغ عنها ومنعها، بما في ذلك الإرهاب والتجسس الأجنبي وتهريب الأسلحة والاتجار بالمخدرات والجريمة المنظمة والفساد والقسر الاقتصادي. تشمل سلطتها اعتقال الأفراد وإجراء عمليات التحقيق والتفتيش ومكافحة الإرهاب باستخدام قوة مسلحة متخصصة في محاربة الإرهاب.
وكجزء من الهرمية المؤسسية فيها، فإن رئيس وكالة الأمن الداخلي يقدم تقاريره إلى رئيس الوزراء البولندي بشكل مباشر، والذي يوفر بدوره خدمات الرقابة، أو يمكنه تعيين وزير خاص لتنسيق أنشطة الاستخبارات والأمن من أجل الرقابة. تًعتبر الحكومة البولندية وكالة الأمن الداخلي واحدة من الدوائر الخاصة في الأمة.

## تاريخيًا
أُنشئت وكالة الأمن الداخلي برئاسة ليزيك ميلر رئيس الوزراء في 24 مايو عام 2002، وذلك بعد تقديم مجلس الوزراء للتشريعات المتعلقة بمشروع قانون وكالة الأمن الداخلي ووكالة الاستخبارات الخارجية إلى سيم (مجلس النواب البولندي) للموافقة عليه.

## المهمة والعمليات
وفقًا للمادة 5 من قانون الأمن الداخلي ووكالة الاستخبارات الخارجية لعام 2002، كُلّفت وكالة الأمن الداخلي بحماية المواطنين البولنديين والممتلكات والدولة في عدة مجالات. تشمل هذه العمليات أنشطة مكافحة التجسس المحلية، وضمان الأمن الاقتصادي، ومكافحة الإرهاب، وانتشار الأسلحة، ومكافحة الجريمة المنظمة، وضمان سرية معلومات الدولة، وحماية عمليات الفضاء الإلكتروني البولندي. وفقًا للقانون يجب أن تُسبق تحقيقات وكالة الأمن الداخلي بأمر صادر من محكمة إقليمية بعد تقديم طلب من قبل رئيس وكالة الأمن الداخلي. تعمل وكالة الأمن الداخلي مع أجهزة أمنية أخرى في مجال مكافحة التجسس ومكافحة العمليات الإرهابية التي تهدف إلى جمع البيانات بما فيها حراسة الحدود والشرطة ومكتب حماية الحكومة.
تراقب وكالة الأمن الداخلي الفساد بين وكالات الدولة والمسؤولين. وفقًا لتقريرها عام 2009 راقبت وكالة الأمن الداخلي 82 مؤسسة حكومية تخضع للخصخصة بالإضافة إلى رصد تدفق الأموال من الاتحاد الأوروبي إلى الخزائن البولندية. أخضعت وكالة الأمن الداخلي وزارات الدولة للتحقيقات بسبب المخالفات المالية بما فيها وزارات المالية، والدفاع الوطني، والبيئة والعدل، والمديرية العامة للطرق الوطنية والطرق السريعة.
تحتفظ وكالة الأمن الداخلي بصلاحيات الحق في القبض على الأفراد وتفتيش الأفراد والمباني وتفتيش البضائع من الأرض والمياه والنقل الجوي وطلب مساعدة أجهزة الأمن البولندية الأخرى والهيئات الحكومية.

## الرقابة
تُوفَّر أنشطة وكالة الأمن الداخلي إلى جانب الخدمات الخاصة الأخرى تحت إشراف رئيس وزراء بولندا مباشرةً أو من خلال وزير مُعيّن خصيصًا ويعمل في المستشارية. يُقدم رئيس وكالة الأمن الداخلي تقاريره إلى رئيس الوزراء في ما يتعلق بالمسائل الأمنية المثيرة للقلق. ويحتفظ رئيس الوزراء أيضًا بالحق في اقتراح مرشحين لرئاسة الوكالة، يرجع القرار في الاختيار بين المرشحين إلى رئيس بولندا.
يحتفظ الرئيس أيضًا بالحق في تلقي المعلومات من رئيس الوكالة في ما يتعلق بالمخاوف الأمنية. تتحمل لجنة الخدمات الخاصة التابعة لمجلس الوزراء التابع للمستشارية مسؤولية تخطيط وتنسيق أنشطة وكالة الأمن الداخلي والإشراف عليها، وكذلك الأمر بالنسبة لجميع الخدمات الخاصة. وترتبط الأنشطة القانونية للوكالة بالنائب العالم الذي يُحاط علمًا بانتظام من قبل رئيس وكالة الأمن الداخلي بمسار عمل الوكالة.
بالإضافة إلى ذلك، تقيّم لجنة الخدمات الخاصة ضمن سيم (مجلس النواب البولندي) أداء الوكالة وتعطي رأيها بالأمور المتعلقة بالميزانية وإجراء التحقيقات والتعاون بين الخدمات الخاصة.

## الخلافات
في الفترة التي عقبت حادثة تحطم طائرة الرئيس البولندي ليخ كاتشينسكي عام 2010 والتي أدت إلى مصرعه وغيره من كبار أعضاء القوات المسلحة والحكومة، زعم أعضاء من حزب القانون والعدالة أن المذكرات التي سُرّبت أظهرت أن الوكالة تجسست على الرئيس الراحل والسيدة الأولى ماريا كاشيزكا خلال زيارة رسمية لجورجيا عام 2008.
في مايو عام 2011 أجرت وكالة الأمن الداخلي  مداهمة مباغتة على منزل صاحب موقع AntyKomor.pl، وهو موقع ساخر ينتقد الرئيس البولندي برونيسلاف كوموروفسكي مشيرةً إلى أن الموقع ينتهك المادة 135 من قانون العقوبات البولندي بإهانته الرئيس. ردًا على مزاعم المعارضة بتقييد حرية التعبير، صرح رئيس الوزراء دونالد تاسك بعد ذلك بأن الوكالة كانت ضحية الغموض القانوني في قانون العقوبات. انتقد رئيس الوزراء تاسك سلوك الوزارة في ما بعد واصفًا إياه أنه «مفرط الحماس».
في يونيو عام 2014 أجرت وكالة الأمن الداخلي مداهمة لمكتب رئيس تحرير صحيفة دبليو بروست، بعد أن نشرت الصحيفة سجلات اختزالية لمحادثات خاصة بين مسؤولي الدولة مورطةً إياهم في العديد من الأعمال المخالفة للدستور والارتشاء. استخدم عناصر وكالة الأمن الداخلي القوة البدنية ضد رئيس تحرير الصحيفة سيلويستر لاتكوفسكي في محاولة للاستيلاء على حاسوبه الخاص بطريقة غير قانونية، بعد أن رفض التخلي عنه دون أمر قضائي.